# 아서 어기
아서 에이지(Arthur Agee, 영어 발음: /ˈeɪdʒiː/, 1972년 10월 22일 ~ )는 미국의 배우, 농구 선수이다. 국제 농구 협회 위니펙 사이클론 소속이었다.
시카고에서 태어났다.

## 출연 작품

### 영화
- 후프 드림스 (1994) - 본인 (다큐멘터리)
- 올인 게임 (2017, Win It All) - 아서 역